# Sebakwe congoensis
Sebakwe congoensis är en skalbaggsart som beskrevs av Decelle 1960. Sebakwe congoensis ingår i släktet Sebakwe och familjen Melolonthidae. Inga underarter finns listade i Catalogue of Life.